# كأس الأمم الإفريقية 1970
كأس الأمم الأفريقية لكرة القدم 1970 كانت النسخة السابعة من البطولة الأولى لكرة القدم في إفريقيا. حظيت السودان بشرف استضافة المسابقة للمرة الثانية بعد تنظيمها نسخة 1957 الأولى. كما حدث في البطولة السابقة في 1968، شهدت المنافسة ثمانية فرق تم تقسيمها إلى مجموعتين من أربعة. كان الكأس من نصيب منتخب السودان بعد تغلبه على غانا في النهائي 1–0.
بدءاً من هذه البطولة، اتفق على تنظيم البطولة بشكل دوري مرةً كل سنتين.

## المنتخبات المتأهلة
| - الكاميرون - الكونغو كينشاسا (حامل اللقب) - ساحل العاج - إثيوبيا | - غانا - غينيا - السودان (المستضيف) - الجمهورية العربية المتحدة |  |

## الأماكن
| الخرطوم       | الخرطوم ود مدني مواقع أماكن كأس أمم أفريقيا 1970 | ود مدني       |
| الملعب البلدي | الخرطوم ود مدني مواقع أماكن كأس أمم أفريقيا 1970 | ملعب ود مدني  |
| السعة: 15,000 | الخرطوم ود مدني مواقع أماكن كأس أمم أفريقيا 1970 | السعة: 15,000 |
|               | الخرطوم ود مدني مواقع أماكن كأس أمم أفريقيا 1970 |               |

## مرحلة المجموعات

### المجموعة الأولى
| فريق       | لعب | ف | ت | خ | له | عليه | ف.أ | نقاط |
| ---------- | --- | - | - | - | -- | ---- | --- | ---- |
| ساحل العاج | 3   | 2 | 0 | 1 | 9  | 4    | 5+  | 4    |
| السودان    | 3   | 2 | 0 | 1 | 5  | 2    | 3+  | 4    |
| الكاميرون  | 3   | 2 | 0 | 1 | 7  | 5    | 2+  | 4    |
| إثيوبيا    | 3   | 0 | 0 | 3 | 3  | 12   | 9−  | 0    |

| الكاميرون                | 3–2 | ساحل العاج    |
| ------------------------ | --- | ------------- |
| كوم 57'، 66' · ندوغا 60' |     | بوكو 25'، 45' |

| السودان                                 | 3–0 | إثيوبيا |
| --------------------------------------- | --- | ------- |
| قاقرين 43' · حسبو الصغير 47' · جكسا 85' |     |         |

| الكاميرون                                 | 3–2 | إثيوبيا        |
| ----------------------------------------- | --- | -------------- |
| تسيبو 21' · مانغا أونغوين 43' · ندوغا 70' |     | ووركو 12'، 75' |

| ساحل العاج | 1–0 | السودان |
| ---------- | --- | ------- |
| تاهي 89'   |     |         |

| ساحل العاج                                | 6–1 | إثيوبيا   |
| ----------------------------------------- | --- | --------- |
| لوسيني 16' · بوكو 21'، 60'، 71'، 80'، 87' |     | ووركو 33' |

| السودان                     | 2–1 | الكاميرون |
| --------------------------- | --- | --------- |
| جاكسا 20' · حسبو الصغير 60' |     | تسيبو 34' |

### مجموعة B
| فريق                      | لعب | ف | ت | خ | له | عليه | ف.أ | نقاط |
| ------------------------- | --- | - | - | - | -- | ---- | --- | ---- |
| الجمهورية العربية المتحدة | 3   | 2 | 1 | 0 | 6  | 2    | 4+  | 5    |
| غانا                      | 3   | 1 | 2 | 0 | 4  | 2    | 2+  | 4    |
| غينيا                     | 3   | 0 | 2 | 1 | 4  | 7    | 3−  | 2    |
| الكونغو كينشاسا           | 3   | 0 | 1 | 2 | 2  | 5    | 3−  | 1    |

| غانا           | 2–0 | الكونغو كينشاسا |
| -------------- | --- | --------------- |
| أووسو 29'، 32' |     |                 |

| الجمهورية العربية المتحدة                          | 4–1 | غينيا              |
| -------------------------------------------------- | --- | ------------------ |
| أبو جريشة 5'، 10' · الشاذلي 73' (ركلة.) · بصري 66' |     | إدينته 25' (ركلة.) |

| الكونغو كينشاسا             | 2–2 | غينيا                             |
| --------------------------- | --- | --------------------------------- |
| كالونزو 70' · مونغاموني 72' |     | بتيت سوري 5' · إدينته 55' (ركلة.) |

| الجمهورية العربية المتحدة | 1–1 | غانا      |
| ------------------------- | --- | --------- |
| بازوكا 70'                |     | ساندي 60' |

| غينيا    | 1–1 | غانا      |
| -------- | --- | --------- |
| تولو 10' |     | أووسو 50' |

| الجمهورية العربية المتحدة | 1–0 | الكونغو كينشاسا |
| ------------------------- | --- | --------------- |
| أبو جريشة 71'             |     |                 |

## مرحلة خروج المغلوب
|  | نصف النهائي               | نصف النهائي         |   |                     | نهائي                     | نهائي |  |
|  |                           |                     |   |                     |                           |       |  |
|  | 14 فبراير – الخرطوم       |                     |   |                     |                           |       |  |
|  | ساحل العاج                | 1                   |   |                     |                           |       |  |
|  | غانا (ب.و.إ)              | 2                   |   |                     |                           |       |  |
|  |                           |                     |   |                     |                           |       |  |
|  |                           |                     |   |                     | 16 فبراير – الخرطوم       |       |  |
|  |                           |                     |   |                     | غانا                      | 0     |  |
|  |                           | السودان             | 1 |                     |                           |       |  |
|  |                           |                     |   |                     |                           |       |  |
|  |                           |                     |   |                     |                           |       |  |
|  |                           |                     |   |                     | مركز ثالث                 |       |  |
|  | 14 فبراير – الخرطوم       | 14 فبراير – الخرطوم |   | 16 فبراير – الخرطوم | 16 فبراير – الخرطوم       |       |  |
|  | الجمهورية العربية المتحدة | 1                   |   | ساحل العاج          | 1                         |       |  |
|  | السودان (ب.و.إ)           | 2                   |   |                     | الجمهورية العربية المتحدة | 3     |  |

### نصف النهائي
| ساحل العاج | 1–2 (ب.و.إ.) | غانا                  |
| ---------- | ------------ | --------------------- |
| لوسيني 78' |              | ساندي 21' · جابر 100' |

| الجمهورية العربية المتحدة | 1–2 (ب.و.إ.) | السودان          |
| ------------------------- | ------------ | ---------------- |
| الشاذلي 84'               |              | البشير 83'، 102' |

### مباراة المركز الثالث
| الجمهورية العربية المتحدة | 3–1 | ساحل العاج |
| ------------------------- | --- | ---------- |
| الشاذلي 3'، 14'، 50'      |     | بوكو 72'   |

### النهائي
| السودان         | 1–0 | غانا |
| --------------- | --- | ---- |
| حسبو الصغير 12' |     |      |

## البطل
| بطل كأس أمم أفريقيا 1970 |
| ------------------------ |
| · السودان · للمرة الأولى |

## الهدافين
8 أهداف
- لوران بوكو

5 أهداف
- حسن الشاذلي

3 أهداف
| - منغستو ووركو - كواسي أووسو | - حسبو الصغير | - علي أبو جريشة |

هدفين
| - إمانويل كوم - غاستون بول ندوغا - جان ماري تسيبو | - ... لوسيني - إبراهيم سانداي - سوريبا سوماه | - جاكسا - محمد البشير الأسيد |

هدف واحد
| - جان مانغا أونغوين - فرانسوا تاهي - مالك جابر - بتيت سوري | - تيام عثمان تولو - علي قاقرين - أندريه كالونزو | - ليون مونغاموني - سيد عبد الرازق - طه بصري |

## فريق البطولة
حارس مرمى
- روبرت منساه

الدفاع
- سمير صالح
- جون إيشن
- أمين زكي
- هاني مصطفى

الوسط
- إرنست كالت بيالي
- إبراهيم ساندي
- ... غناوري
- كامارا مامادو ماكسيم

الهجوم
- لوران بوكو
- علي أبو جريشة

## روابط خارجية
- تفاصيل على RSSSF